# Finzionalismo

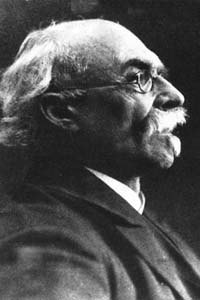
Hans Vahinger

Il finzionalismo o finzionismo, noto anche come la filosofia del come se, è una concezione filosofica secondo cui quelle affermazioni che sembrano descrivere il mondo non devono essere pensate in quanto descrittori della realtà, ma dovrebbero essere intese in quanto casi di "finzione" secondo cui fingiamo di trattare qualcosa come effettivamente vero (una "finzione utile").
Il finzionalismo è una concezione filosofica del filosofo tedesco neokantiano Hans Vaihinger (1852-1933) elaborata intorno al 1875 e portata a compimento nell'opera Die Philosophie des Als Ob (1911) che nei 12 anni successivi alla prima pubblicazione ebbe grande diffusione con sei edizioni, di cui una a carattere divulgativo popolare (1923).

## Teoria
Partendo dalla tesi kantiana esposta nella dialettica trascendentale delle "idee", prive di reale valore conoscitivo ma valide come regole, che la ragione assume come stimolo per attingere piani sempre più alti di realtà, Vaihinger estende questa concezione a tutta la realtà alla quale fingiamo di credere che corrispondano i nostri modelli ideali.
Il termine usato per designare questa filosofia deriva da quello di "finzione" (dal latino fictio) che nel linguaggio comune si usa come sinonimo di falsità, menzogna, inganno, sotterfugio, ma che anche, in termini positivi, si riferisce all’attività del costruire, formare, strutturare, elaborare e, inoltre, pensare, immaginare, supporre, ideare, inventare: tutti termini che esaltano la creatività. È quest'ultimo valore di dare forma alla realtà che assume il concetto di finzione elaborato da Vaihinger e che viene ripreso dallo psicologo Alfred Adler nell'opera pubblicata nel 1912 (un anno dopo la Die Philosophie des Als Ob) Il temperamento nervoso dove l'autore concorda con la concezione di una utilità pratica del "come se", della finzione, anche quando essa sembra opporsi alla realtà.
La realtà, quindi, ci sfugge quando noi crediamo di attingerla elaborando, ad esempio, nozioni generali come "cosa", "proprietà", "causa" che tuttavia "fingiamo" di conoscere poiché, attraverso esse, ne ricaviamo l'utilità di ordinare le nostre diverse e molteplici esperienze sensoriali. Questo, secondo Vaihinger, avviene per una nostra capacità psichica di "adattamento all'ambiente" che ci consente nella scienza, nella morale e nella religione di usare utilmente questi modelli ideali di finzione
Di derivazione kantiana è anche la considerazione che bisogna distinguere le "finzioni", che nella dialettica trascendentale generano antinomie irrisolvibili, dalle "ipotesi" che invece possono stabilire con la verifica un confronto con la realtà portando a una conoscenza vera.
Nonostante la diffusione del finzionalismo da subito si originarono numerose critiche riguardanti ad esempio l'asserito carattere finzionale della matematica o della teoria atomica ritenuta una pura finzione proprio quando si stava strutturando nella fisica. 
L'errore di fondo attribuito al finzionalismo dalle critiche più recenti sembra essere quello che se è vero che in una teoria possono essere riportati principi astratti, enunciati infondati o provvisori vi possono essere anche asserzioni definitive «magari problematiche, magari con risvolti metafisici, come il concetto di verità, di esistenza, di identità, o di infinito in matematica, o di mondo possibile nella logica modale, che sono comunque consustanziali ai rispettivi campi della conoscenza, dove hanno valore conoscitivo e non solo strumentale»
Nell'ambito del finzionalismo è stato annoverato anche il filosofo italiano Giovanni Marchesini (1868-1931), professore all'Università di Padova, che nelle sue opere Le finzioni dell'anima (1905) e La finzione dell'educazione o La pedagogia del "come se" (1925) tentò di estendere il naturalismo del suo maestro Roberto Ardigò ai valori morali elaborando una filosofia che egli chiamo "positivismo idealistico" o "pragmatismo razionale" secondo la quale i valori non sono fatti reali ma finzioni utili all'uomo perché lo stimolano ad un'attività creatrice.